# Alexandre Gbevegnon Hidaka
Alexander Bebenyon Hidaka japanisch ベベニョン 日高 アレクサンドル Hidaka Alexander Bebenyon (* 9. April 2000 in der Präfektur Kagoshima) ist ein japanischer Fußballspieler.

## Karriere
Alexander Bebenyon Hidaka erlernte das Fußballspielen in den Jugendmannschaften des Shirane SC und des FC Asahi sowie in der Schulmannschaft der Tachibana Gakuen High School. Von 2019 bis 2020 spielte er in der Reservemannschaft des YSCC Yokohama. Hier unterschrieb er am 1. Februar 2021 auch seinen ersten Profivertrag. Der Verein aus Yokohama spielte in der dritten japanischen Liga. Sein Drittligadebüt gab Alexander Bebenyon Hidaka am 5. Dezember 2021 (30. Spieltag) im Auswärtsspiel gegen Fujieda MYFC. Hier wurde er in der 81. Minute für Hiroto Miyauchi eingewechselt. Yokohama gewann das Spiel 3:0.